# Kakuk Tamás
Kakuk Tamás (Tatabánya, 1952. június 19. –) magyar költő, író, művészeti író, újságíró.

## Életpálya
Televíziós, rádiós újságíróként dolgozott, hivatali kommunikációval is foglalkozott. Verseit az Új Forrás, az Alföld mutatta be 1976-ban, szerepelt az Új Írás Ady emlékszámában, a Mozgó Világ, a Kortárs is közölte műveit. Tízéves folyamatos publikációt, antológiákban való megjelenést huszonhét éves irodalmi hallgatás követett. A Vigíliában, az Új Forrásban 2013-ban jelentkezett új versekkel, prózai írásokkal, azóta folyamatosan publikál irodalmi és művészeti folyóiratokban. Első kötete az Ahogy távolodik, 2014-ben az Új Forrás Kiadónál jelent meg, a második 2015-ben ugyanott, A Jóreménység-fokától délre, Feljegyzések Bartalomeu Dias naplójából. A harmadik, a prózai írásokat tartalmazó Biciklibelső 2016-ban a Media-Press-nél, negyedik könyvét is itt adták ki 2017-ben, amely első regénye, a Keleti zóna Archiválva 2023. március 12-i dátummal a Wayback Machine-ben. A Napkút Kiadónál 2020-ban jelent meg esszéregénye, a Szerencsés vesztes, 2021-től az Új Forrás irodalmi, művészeti és társadalmi folyóirat munkatársa, állandó szerzője az Art Limes és Atelier művészeti folyóiratoknak, egy művészeti alapítvány kuratóriumában is dolgozik, a Bánhidai Alkotó Ház művészeti szervezője, a BAH39 kulturális bombázó és a Kvaterka blog szerkesztője.

## Művei
- Aigeusz sziklája (új, válogatott versek és versfordítások) 2025 TAMA Kiadó
- Szerencsés vesztes (esszéregény) 2020 Napkút Kiadó
- Keleti zóna (regény) 2017 Media-Press
- Biciklibelső (próza) 2016 Media-Press
- A Jóreménység-fokától délre (versek) 2015 Új Forrás Kiadó
- Ahogy távolodik (versek) 2014 Új Forrás Kiadó
- Ezüstkönyv 1969-1993 (versek) 1994 Új Forrás Kiadó (antológia)
- Hófúvás szagát (novella) 1993 Új Forrás Kiadó (antológia)
- Kötet nélkül (versek) 1986 Új Forrás Kiadó (antológia)

## Díjak, elismerések
- Komárom-Esztergom Megyei Tanács művészeti ösztöndíja (1980)
- Komárom-Esztergom megyei Príma-díj jelölés (2020)